# Piazza della Signoria
Piazza della Signoria è la piazza principale di Firenze, sede del potere civile e cuore della vita sociale della città. Si trova nella parte centrale della Firenze medievale, a sud della cattedrale di Santa Maria del Fiore. In passato ha assunto diversi nomi, come piazza dei Priori o piazza del Granduca.

## Storia
Grazie ai ritrovamenti importanti e archeologici effettuati a partire dal 1974, si è potuto stabilire che le prime attività nell'area della piazza risalgono al Neolitico e che la piazza attuale costituiva una zona importante della città romana, con un impianto termale di epoca adrianea ed una fullonica di dimensioni industriali vicino al teatro, i cui resti sono stati rinvenuti sotto Palazzo Vecchio (scavi di Palazzo Vecchio). Successivamente (IV-V secolo) le terme e la fullonica vennero abbandonate e riutilizzate da poveri edifici ed attività artigianali, mentre fu realizzata una grande basilica paleocristiana (27x50 metri circa).

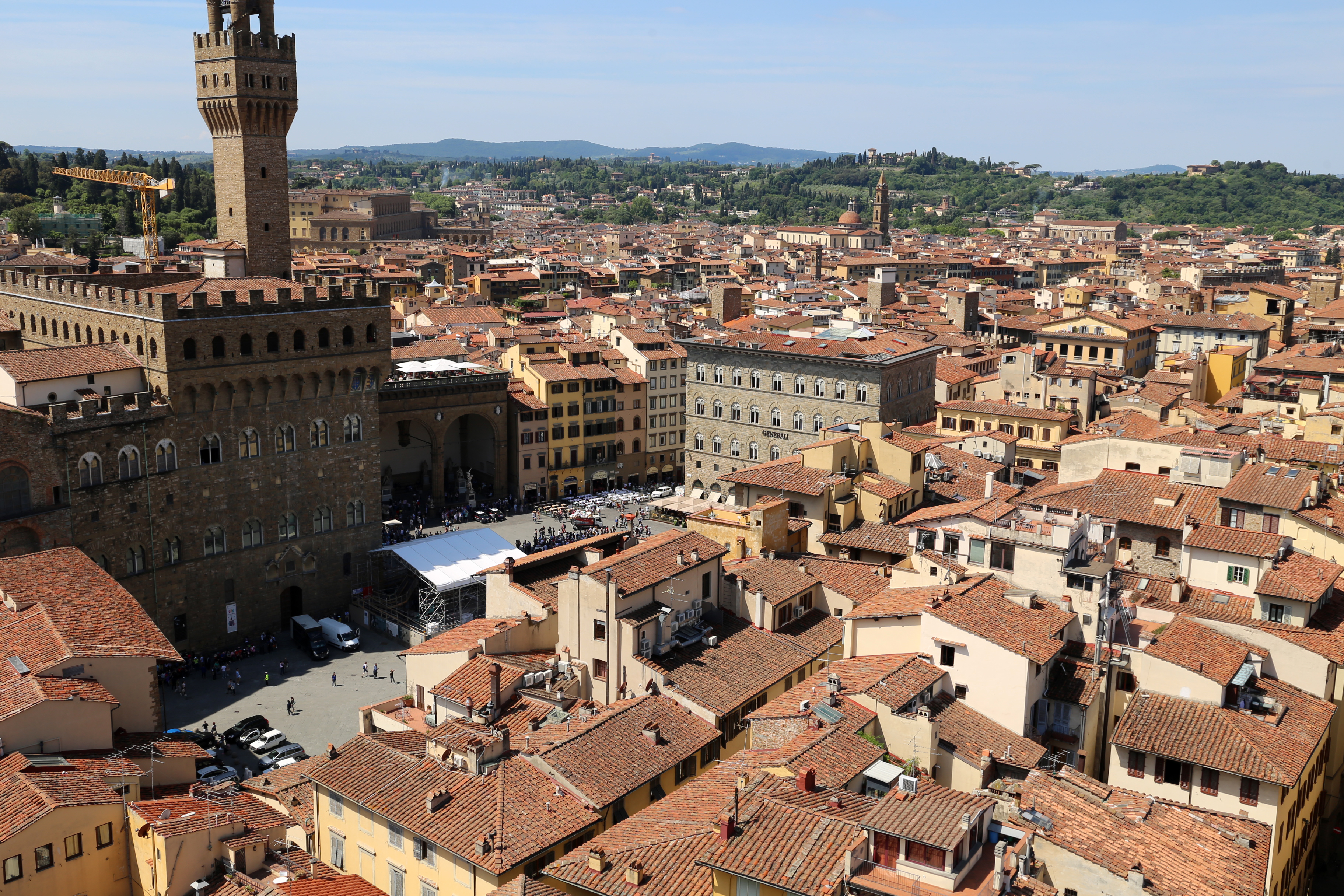
Veduta dall'alto

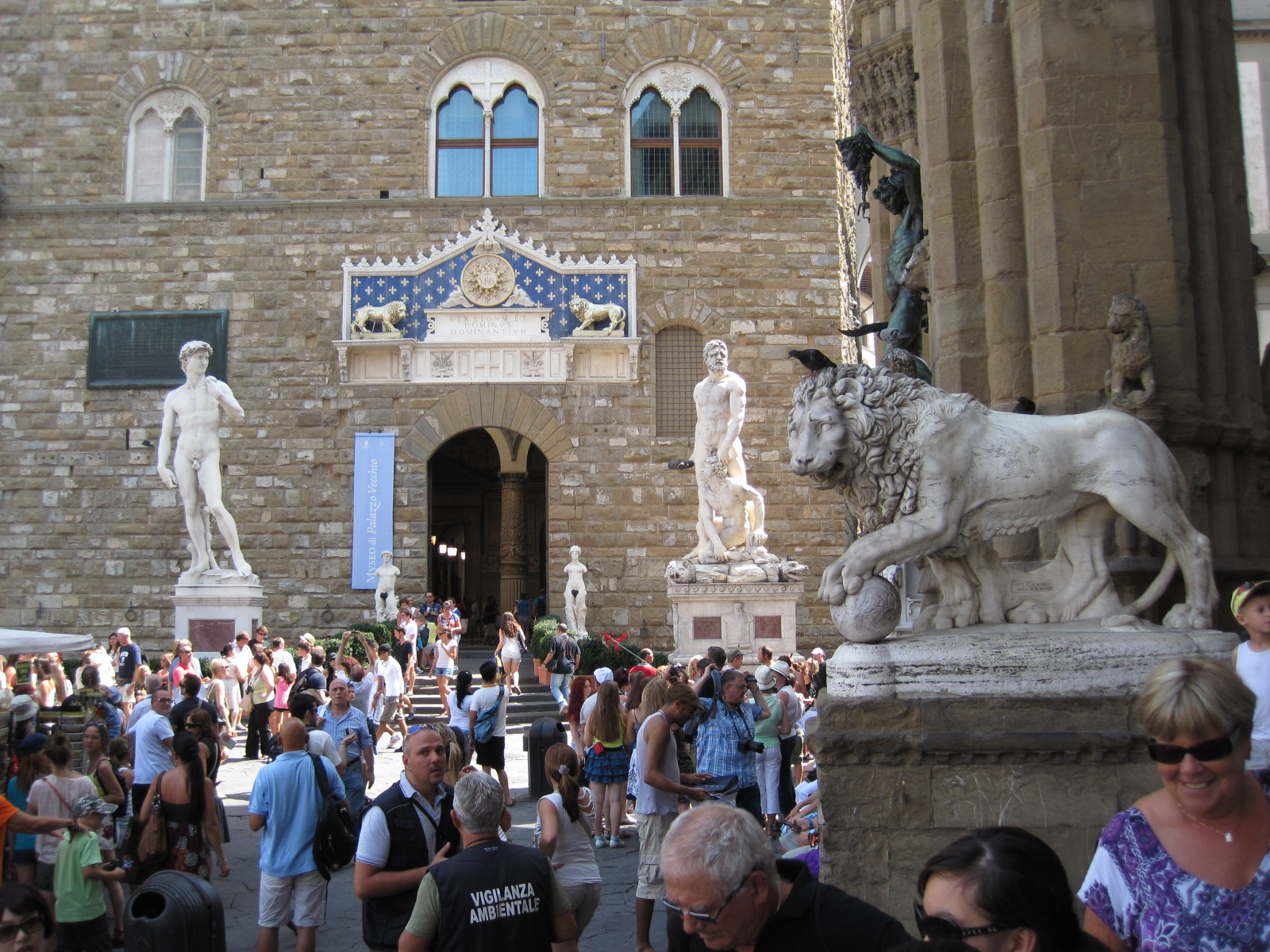
Piazza della Signoria

La basilica sembra essere rimasta in uso sino al VII secolo per poi essere sostituita da una piccola chiesetta (9x16 metri circa) dedicata a chiesa di Santa Cecilia (datata all'VIII secolo e documentata nel IX secolo). A partire dal X secolo iniziò il processo di ricostruzione urbanistica che portò alla definizione del quartiere medievale poi abbattuto per la realizzazione della piazza. Gli scavi archeologici hanno riportato alla luce diverse torri, case ed i resti di due chiese (Santa Cecilia e San Romolo) con le rispettive aree cimiteriali. Una lapide quasi all'angolo con via de' Calzaiuoli ricorda appunto san Romolo vescovo e martire, più o meno dove si trovava la chiesa e dove oggi sorge il palazzo Bombicci.
Nella zona settentrionale della piazza vi era il quartiere dei ghibellini Uberti con la turris maior (gli scavi, eseguiti a più riprese dal 1974 al 1989, non hanno ancora ricevuto un'edizione completa).

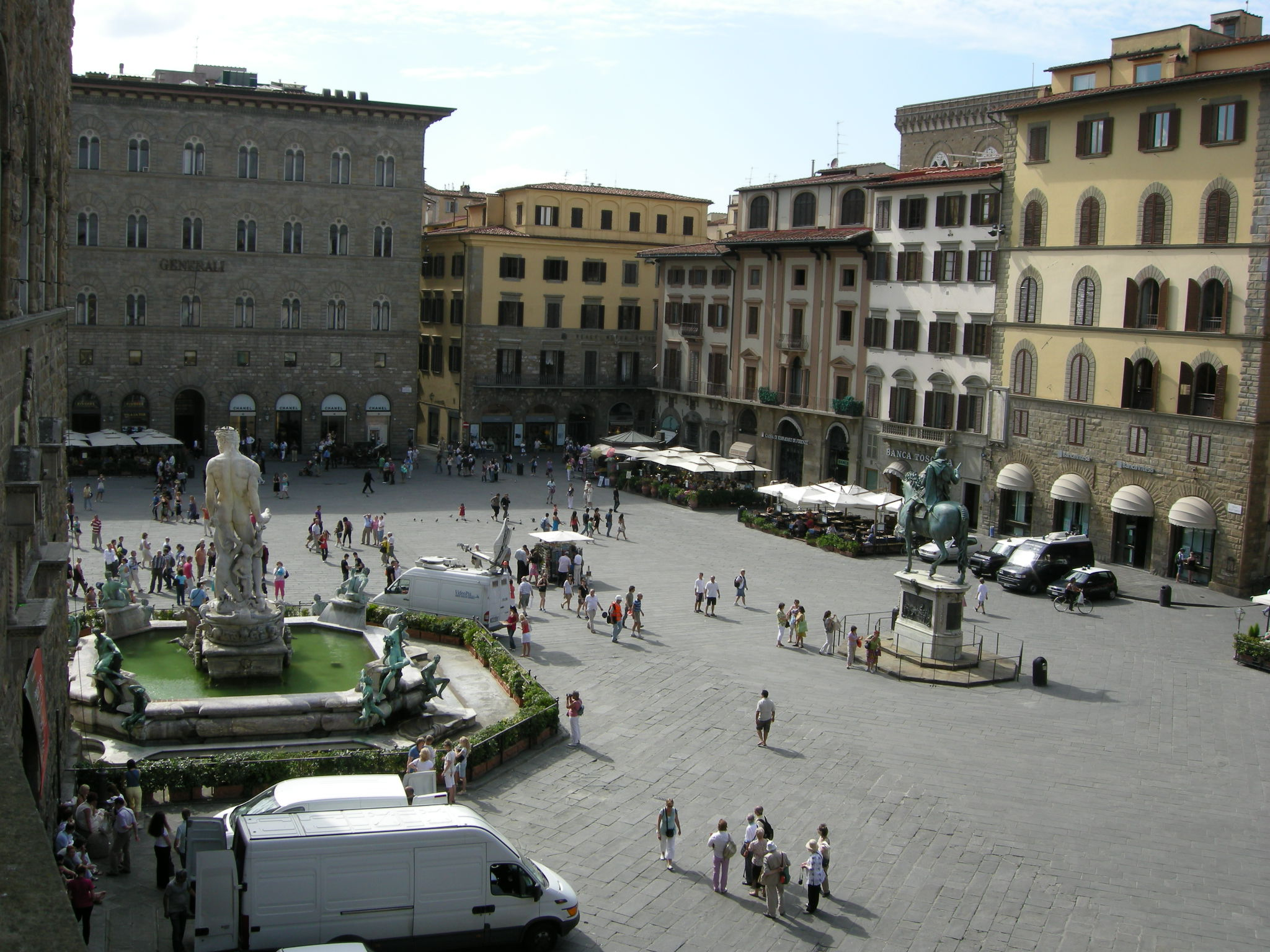
Veduta da Palazzo Vecchio

La piazza cominciò ad assumere la forma attuale intorno al 1268, quando le case dei Ghibellini che si ergevano nella zona furono demolite dai Guelfi vittoriosi a Benevento, ma senza dare all'area un'impostazione coerente ed unitaria, tanto che fu pavimentata solo nel 1385. Di pari passo venne costruito il Palazzo della Signoria, così la piazza divenne il centro della vita politica cittadina, in antitesi con il centro religioso di Piazza del Duomo e la piazza per i commerci che era il Mercato Vecchio, dove oggi sorge piazza della Repubblica. Nel XIV secolo vengono aggiunte la Loggia della Signoria, per le cerimonie pubbliche, e il Tribunale della Mercanzia, istituto atto a dirimere le controversie di tipo civile e commerciale.
Sede del potere civile, la piazza era anche sede delle pubbliche esecuzioni, di cui la più famosa è quella del 23 maggio 1498, quando Girolamo Savonarola fu impiccato e bruciato per eresia (una targa sulla piazza, di fronte alla Fontana del Nettuno, ricorda questo evento) nello stesso luogo in cui, con i suoi discepoli, aveva operato il cosiddetto Falò delle Vanità, dando alle fiamme molti libri, poesie, tavoli da gioco, vestiti, ecc.
Gli interventi nei secoli successivi riguardano soprattutto l'arredo scultoreo e culminano in epoca granducale con la trasformazione della Loggia della Signoria in una sorta di museo all'aperto. La costruzione degli Uffizi alla metà del Cinquecento, crea inoltre una nuova prospettiva in direzione del fiume. La piazza non resta estranea al "risanamento" ottocentesco del centro storico, nell'ambito del quale vengono realizzati interventi stile neorinascimentale, come il Palazzo delle Assicurazioni davanti a Palazzo Vecchio.

## Edifici

### Palazzo Vecchio
L'elemento centrale della piazza è il trecentesco Palazzo Vecchio, edificato tra il 1299 e il 1314 per dare una degna sede ai Priori delle Arti, i rappresentanti delle corporazioni professionali che dal 1282 detenevano il Governo della città e che erano soliti risiedere al Bargello.
Il progetto architettonico è riferito ad Arnolfo di Cambio che negli ultimi anni del XIII secolo è impegnato nei più importanti cantieri fiorentini: il Duomo, Santa Croce e la nuova cerchia di mura. La conformazione dell'edificio reinterpreta con originalità i caratteri delle strutture fortificate medievali e costituisce un modello per i palazzi pubblici toscani costruiti successivamente.
In particolare la Torre di Arnolfo, alta 95 metri, presenta un'ardita soluzione architettonica essendo allineata con il ballatoio sporgente, anziché posta in posizione più centrale. Originariamente il Palazzo doveva presentarsi come un volume a sé, mentre gli ampliamenti successivi si sono addossati alla facciata tergale colmando l'intero isolato fino a via dei Leoni. Al tempo della Repubblica savonaroliana, infatti, l'allargamento del Consiglio del Popolo a cinquecento membri, determinò la costruzione del Salone dei Cinquecento sopra il Cortile della Dogana (1495). La saldatura tra i diversi corpi di fabbrica è leggibile sul lato di via de' Gondi, dove il Salone si riconosce per il paramento esterno incompiuto e i grandi finestroni del Cronaca.
I lavori più consistenti ebbero inizio nel 1540, quando il Granduca Cosimo I de' Medici decise di trasferire la residenza della famiglia ducale dal Palazzo Medici di via Larga a quello che era stato il Palazzo Pubblico. Tuttavia questi interventi riguardarono soprattutto gli interni e la nuova parte che affaccia su via della Ninna e via dei Leoni, mentre su piazza della Signoria i nuovi e preziosi ambienti restano celati nella severa mole arnolfiana. L'unica modificazione di rilievo sulla facciata si ha nell'Ottocento con la demolizione dell'aringhiera, un alto parapetto in marmo con sedili, realizzato nel 1323 per le cerimonie ufficiali del Comune.

### Loggia della Signoria o dei Lanzi

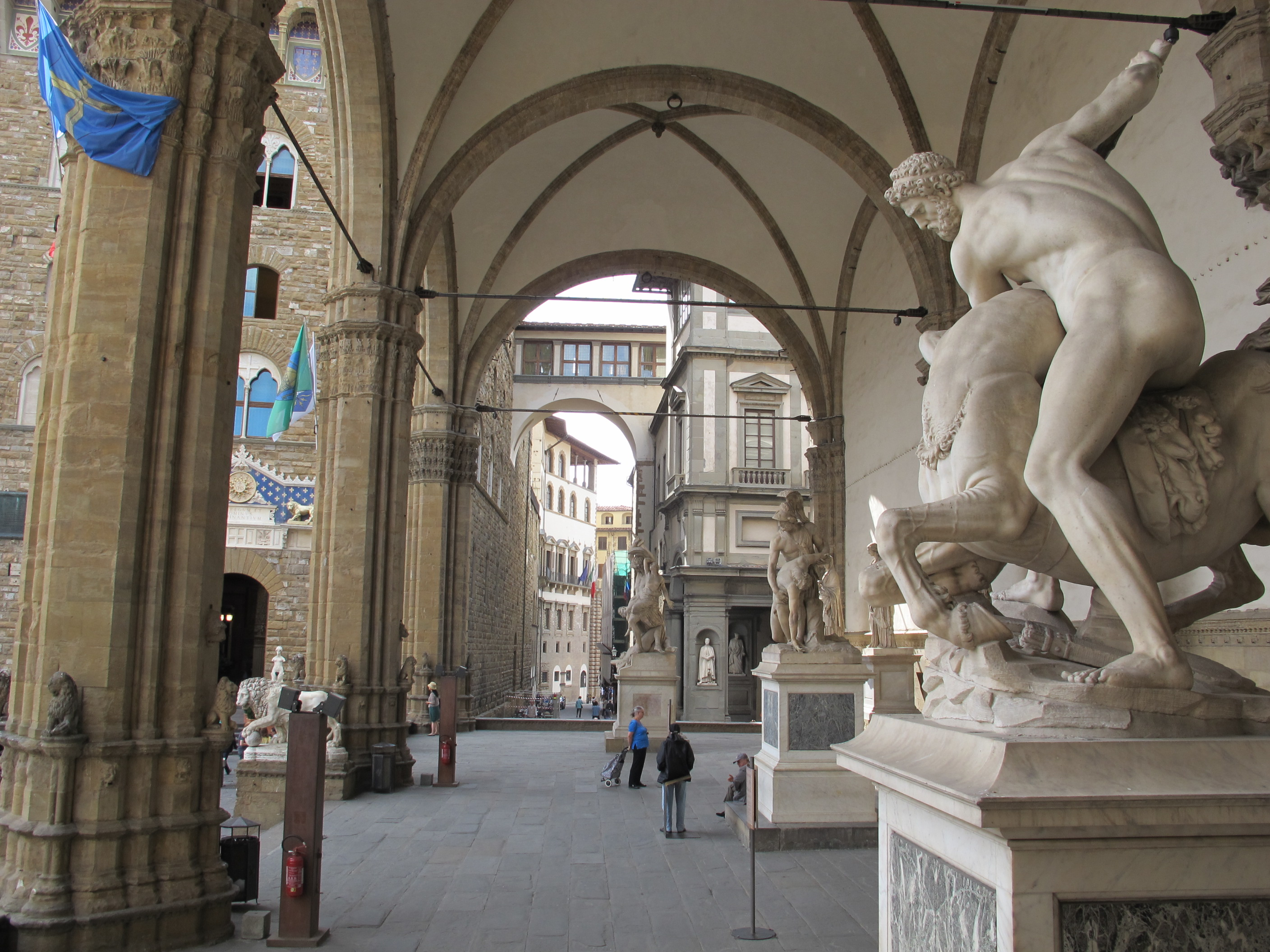
La Loggia della Signoria

La Loggia della Signoria, chiamata anche Loggia dei Lanzi (perché vi si accamparono il Lanzichenecchi nel 1527) o Loggia dell'Orcagna (per via di un'errata attribuzione al fratello dell'architetto progettista), venne costruita tra il 1376 e il 1381 da Benci di Cione Dami (fratello appunto dell'Orcagna) e Simone di Francesco Talenti con funzione di "arengario" coperto, ossia di balcone per arringare la folla durante le cerimonie ufficiali. Dal punto di vista architettonico la costruzione unisce elementi gotici, come i pilastri a fascio e il coronamento traforato, ad elementi di matrice classica come i grandi archi a tutto sesto, secondo la particolare interpretazione fiorentina del linguaggio gotico.
Nel corso del Cinquecento la loggia perse l'originaria funzione, una volta venute meno la struttura democratica, per divenire una sorta di museo all'aperto delle sculture della collezione medicea. Nel 1555 Cosimo I vi pose infatti il Perseo del Cellini e nel 1585 Francesco I vi collocò il Ratto delle Sabine del Giambologna. Alla fine del Settecento, all'epoca di Pietro Leopoldo di Lorena, venne realizzato un nuovo allestimento con la collocazione nella Loggia di numerose sculture antiche trasferite a Firenze da Villa Medici a Roma. Le successive modificazioni ottocentesche, infine, consolidano l'aspetto di Galleria delle Statue che conserva tuttora.

### Tribunale della Mercanzia

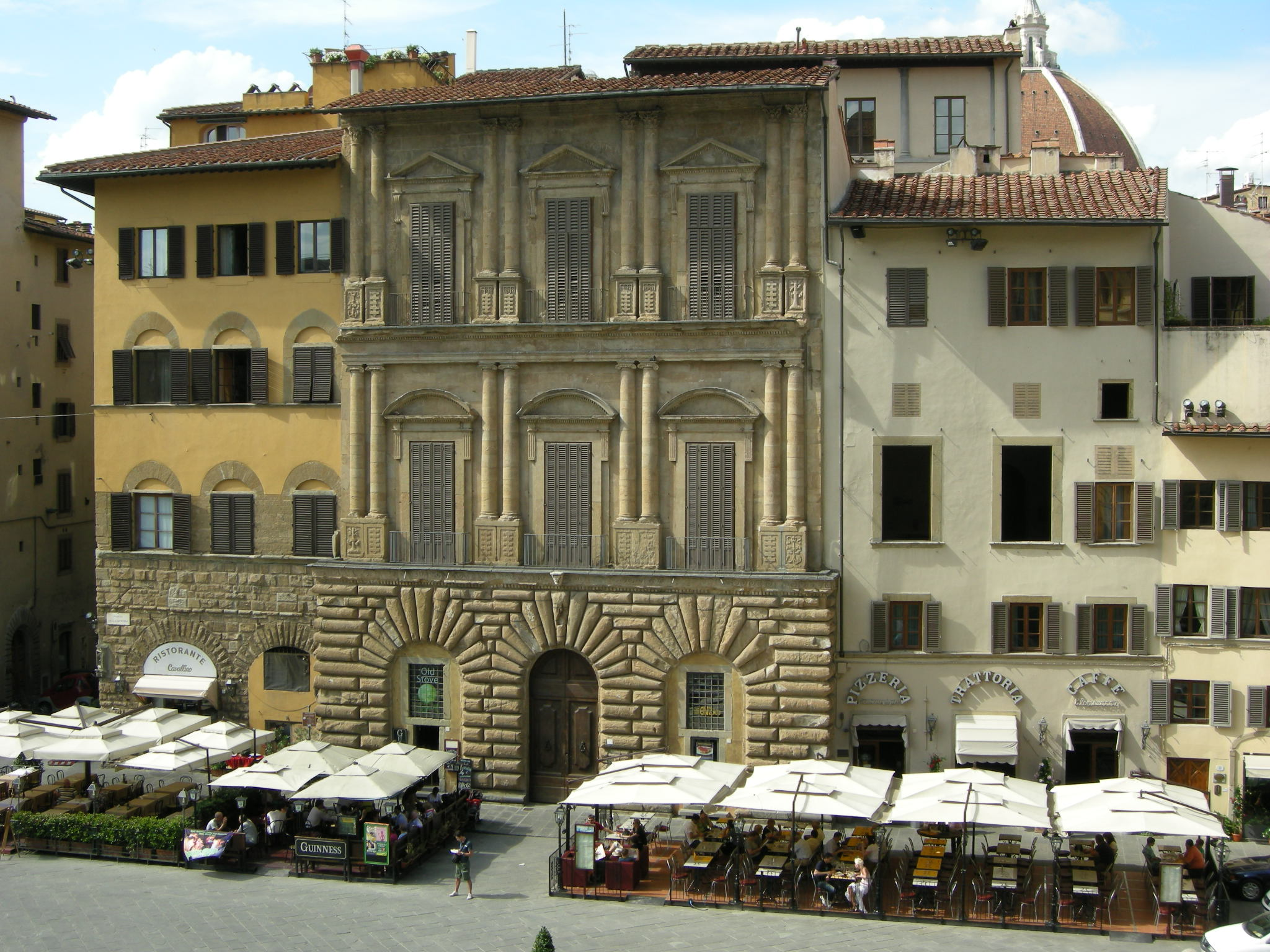
Palazzo Uguccioni

Il Tribunale della Mercanzia venne costruito nel 1359 sul luogo dove sorgeva il Teatro Romano, al fine di ospitare la sede del Tribunale della Mercanzia. L'istituto, fondato nel 1308, aveva la funzione di dirimere le controversie tra le diverse Arti o tra gli iscritti delle singole Arti. Sulla facciata, in alto, vi sono le copie degli stemmi delle ventuno Arti, più quello del Tribunale della Mercanzia, mentre gli originali si conservano all'interno del Palazzo.

### Palazzo Uguccioni
Palazzo Uguccioni fu costruito per Giovanni Uguccioni a partire dal 1550. L'originale architettura di forme classicheggianti presenta affinità con lo stile tardo rinascimentale romano che hanno fatto pensare, nel passato, ad un disegno di Raffaello o di Michelangelo. L'effetto decorativo della facciata del palazzo, peraltro, è da porsi in relazione con la ristrutturazione di piazza della Signoria voluta da Cosimo I. Per intercessione del Granduca l'Uguccioni ottiene infatti di poter costruire il proprio palazzo più sporgente rispetto a quelli adiacenti. Il piano terreno a bugnato è sormontato da due ordini sovrapposti di colonne ioniche e corinzie binate. Gli alti piedistalli delle colonne sono finemente scolpiti con le insegne e gli stemmi della famiglia: l'ancora e lo scalandrone, una sorta di doppio rastrello che secondo la tradizione rappresenterebbe la scala usata da un Uguccioni, detto perciò Scalandroni, per assaltare le mura del nemico. Sopra il portone d'ingresso campeggia il busto di Francesco I, fatto apporre da Benedetto Uguccioni in segno di devozione verso il Granduca.

### Palazzo delle Assicurazioni Generali
Di fronte a Palazzo Vecchio si trova il Palazzo delle Assicurazioni Generali. Costruito nel 1871 su progetto dell'architetto Landi in stile neorinascimentale, i suoi quattro piani invece dei tre canonici tradiscono la modernità della costruzione; altra deviazione dalla tradizione architettonica fiorentina sono i grandi arconi per ospitare fondi commerciali che non lasciano spazio alla tradizionale panca di via. Ospita il caffè storico Rivoire.
Per costruirlo vennero abbattute la trecentesca Tettoia dei Pisani, antica sede dell'arte del Cambio e la chiesa di Santa Cecilia.

### Altri
All'imbocco di via dei Calzaiuoli si trovano in angolo il palazzo dei Buonaguisi e il palazzo dell'Arte dei Mercatanti. Con affaccio su piazza della Signoria il Palazzo e case dei Guidacci detto anche "della Meridiana", angolo via delle Farine (dove si trova l'ingresso principale).

## Statue

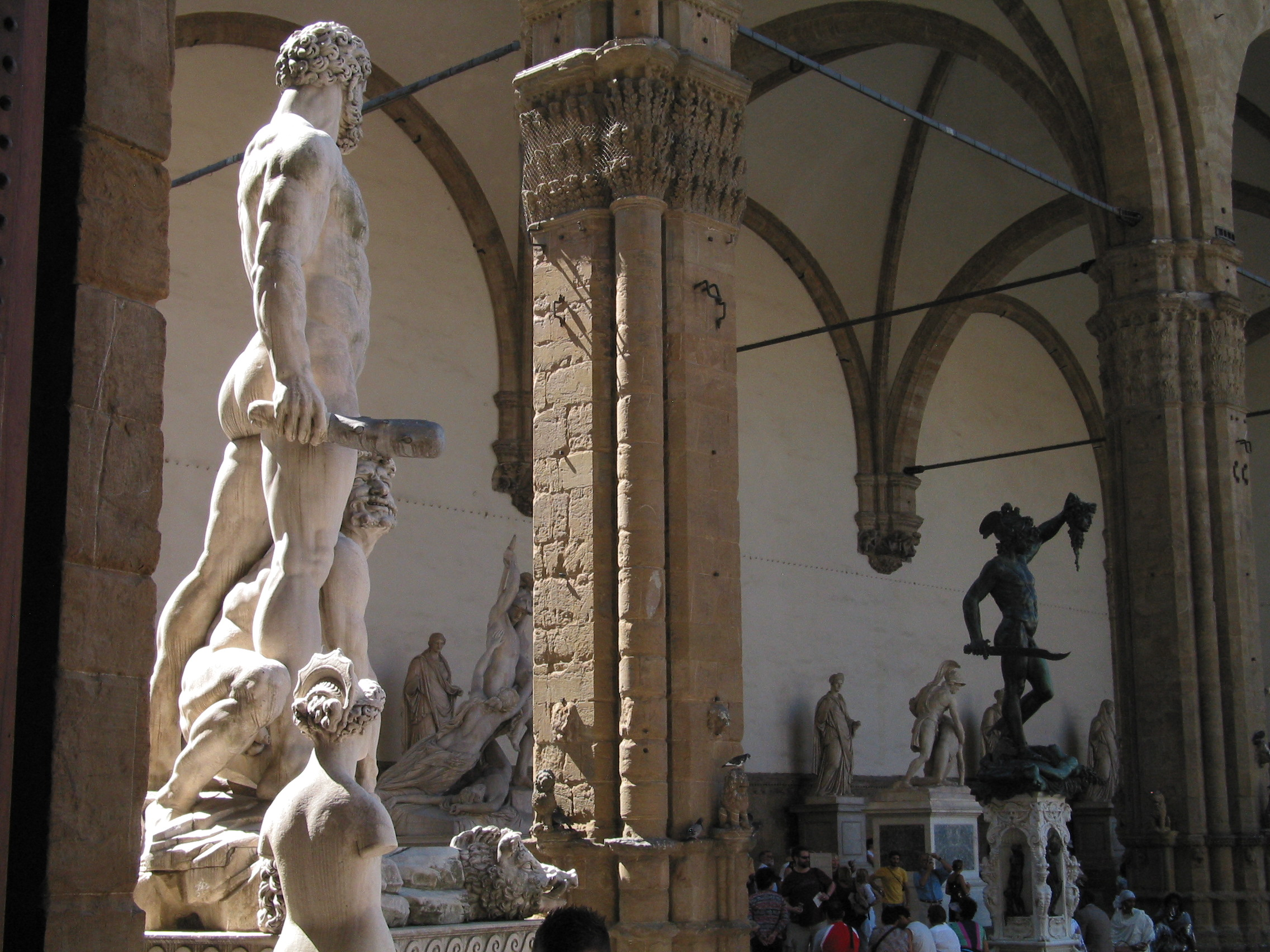
Le statue di piazza della Signoria

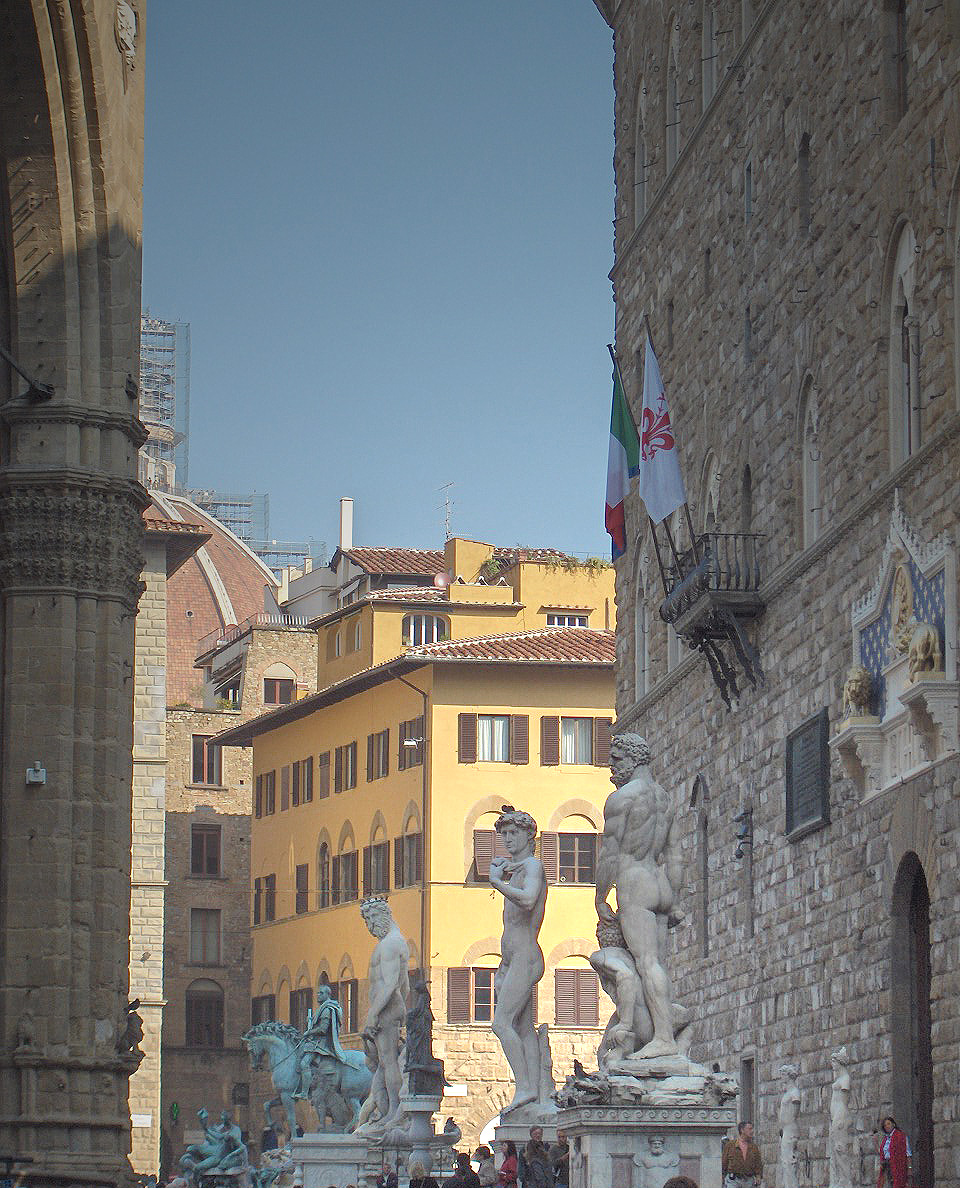
Le statue allineate davanti a Palazzo Vecchio

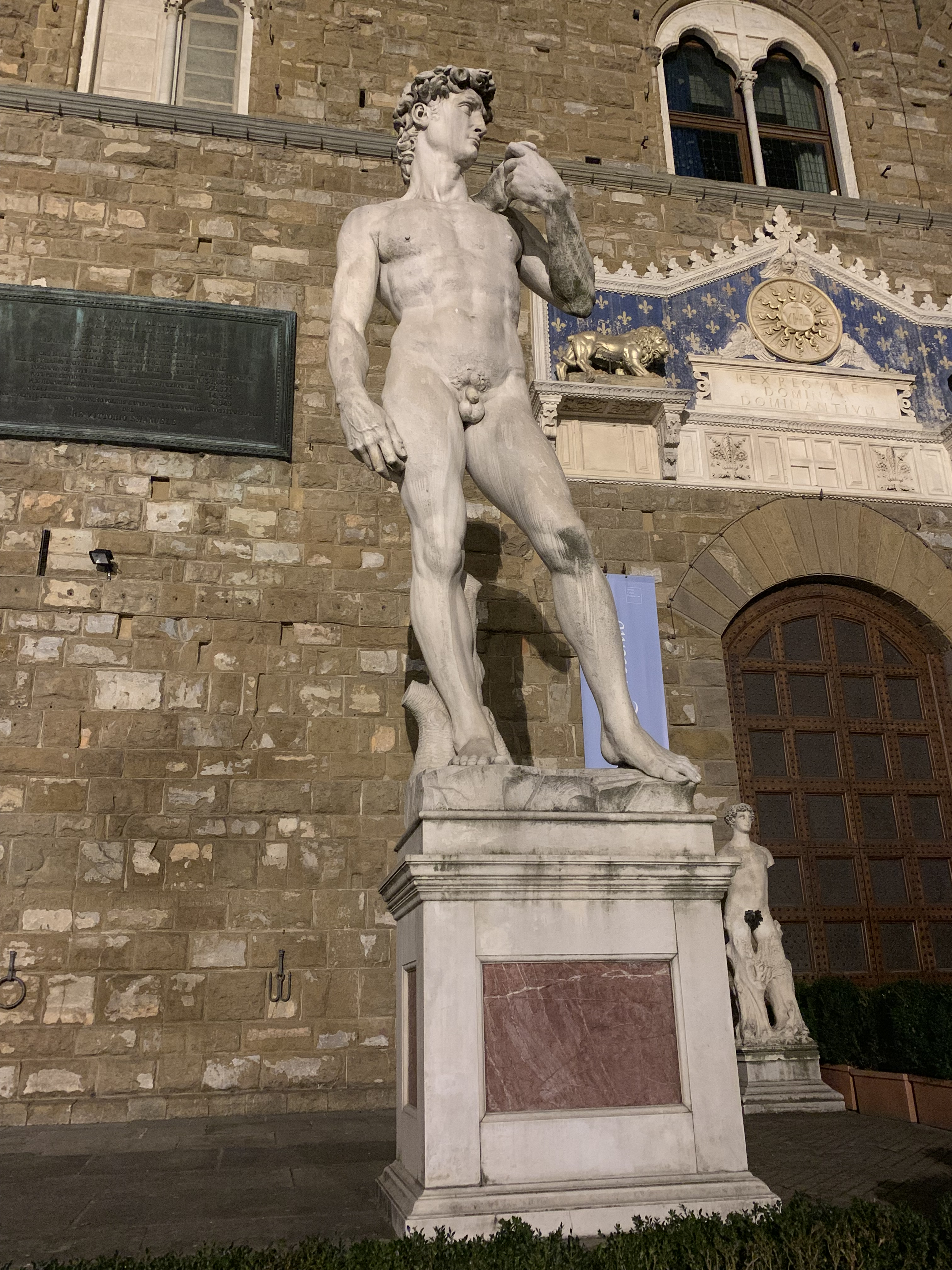
La replica del David di Michelangelo

Le statue di piazza della Signoria non sono solo un insieme decorativo di altissimo livello, ma rappresentano anche un vero e proprio ciclo allegorico laico, unico nel suo genere al mondo, che avrebbe dovuto ispirare i governanti della città che si recavano a Palazzo Vecchio.
Proprio davanti al Palazzo, sul cosiddetto "arengario" si trovano le sculture più antiche, che un tempo si trovavano più avanti verso la piazza: sono il Marzocco e la Giuditta e Oloferne (1455-60 circa), entrambe opera di Donatello, sostituite da copie per la loro preziosità (il Marzocco è conservato al Bargello, la Giuditta dentro Palazzo Vecchio).
Il Marzocco in pietra serena è un leone possente che poggia una zampa sull'emblema con il giglio fiorentino, ed è ormai diventato un simbolo della città.
La Giuditta di bronzo è un simbolo dell'autonomia politica della Repubblica Fiorentina. Fu infatti saccheggiata dal Palazzo Medici dopo la prima cacciata dei Medici (1495) dove ornava una fontana del giardino, e simboleggia quindi la vittoria del popolo contro i tiranni. Al ritorno dei Medici, sebbene gran parte del loro patrimonio fu riacquistato e riunito di nuovo nelle collezioni della casata, la Giuditta rimase in piazza per non offendere la sensibilità del popolo.
Un secondo capitolo di questa contesa tra Medici e repubblica è rappresentato dal David di Michelangelo, oggi sostituito da una copia messa nella collocazione originaria della famosa scultura. Michelangelo la realizzò attorno al 1500 quando infuriava la stagione savonaroliana e il suo significato è quello ancora del popolo (simboleggiato da Davide) che, con l'aiuto di Dio, sconfigge il tiranno (Golia). La grandezza della scultura di Michelangelo è ancora più notevole se confrontata con le opere di Donatello e questo "gigantismo" diede il la a tutte le altre statue che furono in seguito collocate in piazza.
Continua il tema politico il Perseo di Benvenuto Cellini nella Loggia dei Lanzi (chiamato anche con il titolo più completo Perseo con la testa di Medusa), del 1554, commissionato da Cosimo I dopo il reinsediamento della casata dei Medici a Firenze nel 1531: Perseo alza la testa della sconfitta Medusa dalla quale escono i serpenti, chiaro simbolo del "taglio netto" con l'esperienza repubblicana, tristemente nota per le proverbiali discordie cittadine che avevano da sempre minato una vera democrazia.
L'Ercole e Caco di Baccio Bandinelli (1533) si trova accanto al David e rappresenta la vittoria con la forza e l'astuzia contro i malvagi, in una simbologia tratta dalle Dodici fatiche. La scultura doveva essere in un primo momento realizzata da Michelangelo, ma per i suoi continui impegni fu invece affidata a Baccio Bandinelli, il quale tentò di emulare lo stile poderoso del David senza però riuscirsi, e guadagnandosi molte aspre critiche ed una brutta fama (di invidioso) giunta fino ai giorni nostri.
Ai lati dell'ingresso principale di Palazzo Vecchio troviamo i due Termini marmorei, quello maschile di Vincenzo de' Rossi e quello femminile di Baccio Bandinelli che riprendono un genere statuario classico. Raffigurano i coniugi Filemone e Bauci, che secondo la leggenda furono trasformati da Giove lui in quercia e lei in tiglio, per questo esemplari del reciproco amore. Originariamente sostenevano una catena che veniva posta a sbarramento dell'ingresso.
La Fontana del Nettuno di Bartolomeo Ammannati (1563-1565) e di alcuni suoi allievi, tra i quali il Giambologna, è la prima fontana pubblica di Firenze. Il grande Nettuno in marmo bianco non è molto amato dai fiorentini che lo chiamano Biancone (celebre l'epitomo espresso dal popolo all'inaugurazione della statua nel 1565 "Ammannato Ammannato, che bel marmo hai rovinato!").
Infine, in posizione centrale a sinistra di Palazzo Vecchio si trova la grandiosa Statua equestre di Cosimo I, opera in bronzo del Giambologna (1594).
Altre scultura famose sono ospitate sotto la Loggia dei Lanzi (il Ratto delle Sabine, il gruppo di Polissena, Nesso e il Centauro, eccetera).

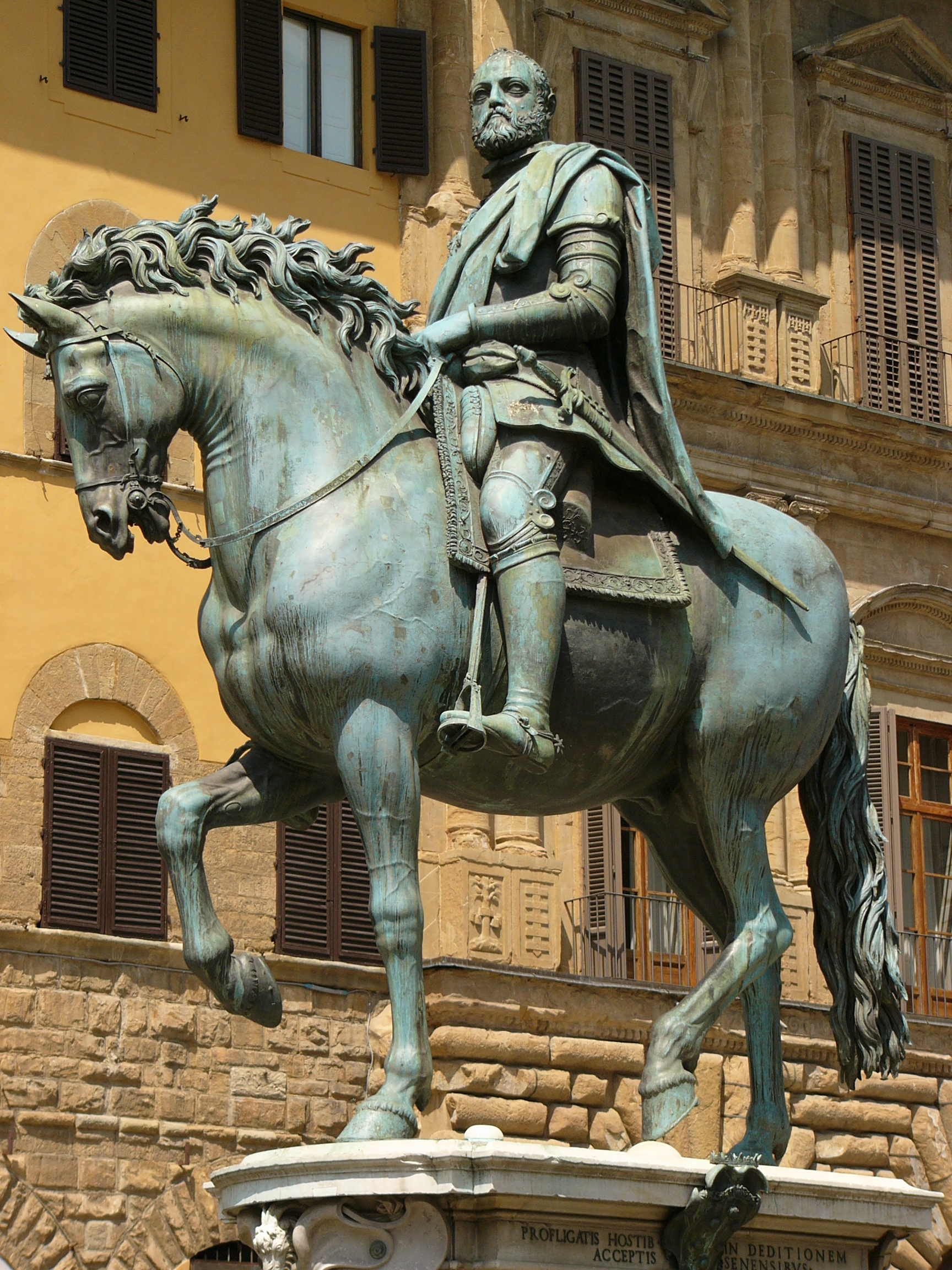
La statua equestre di Cosimo I
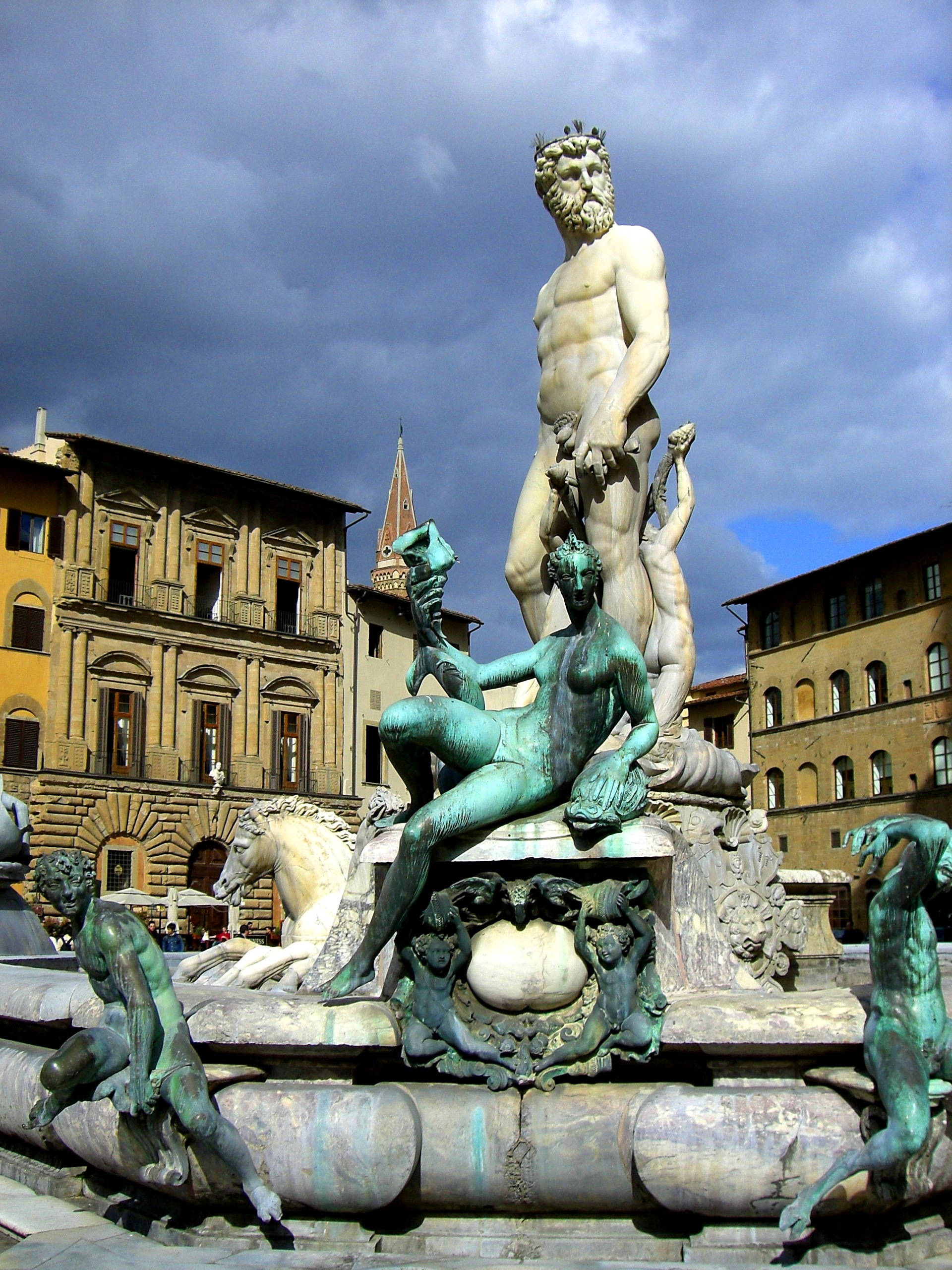
Fontana del Nettuno
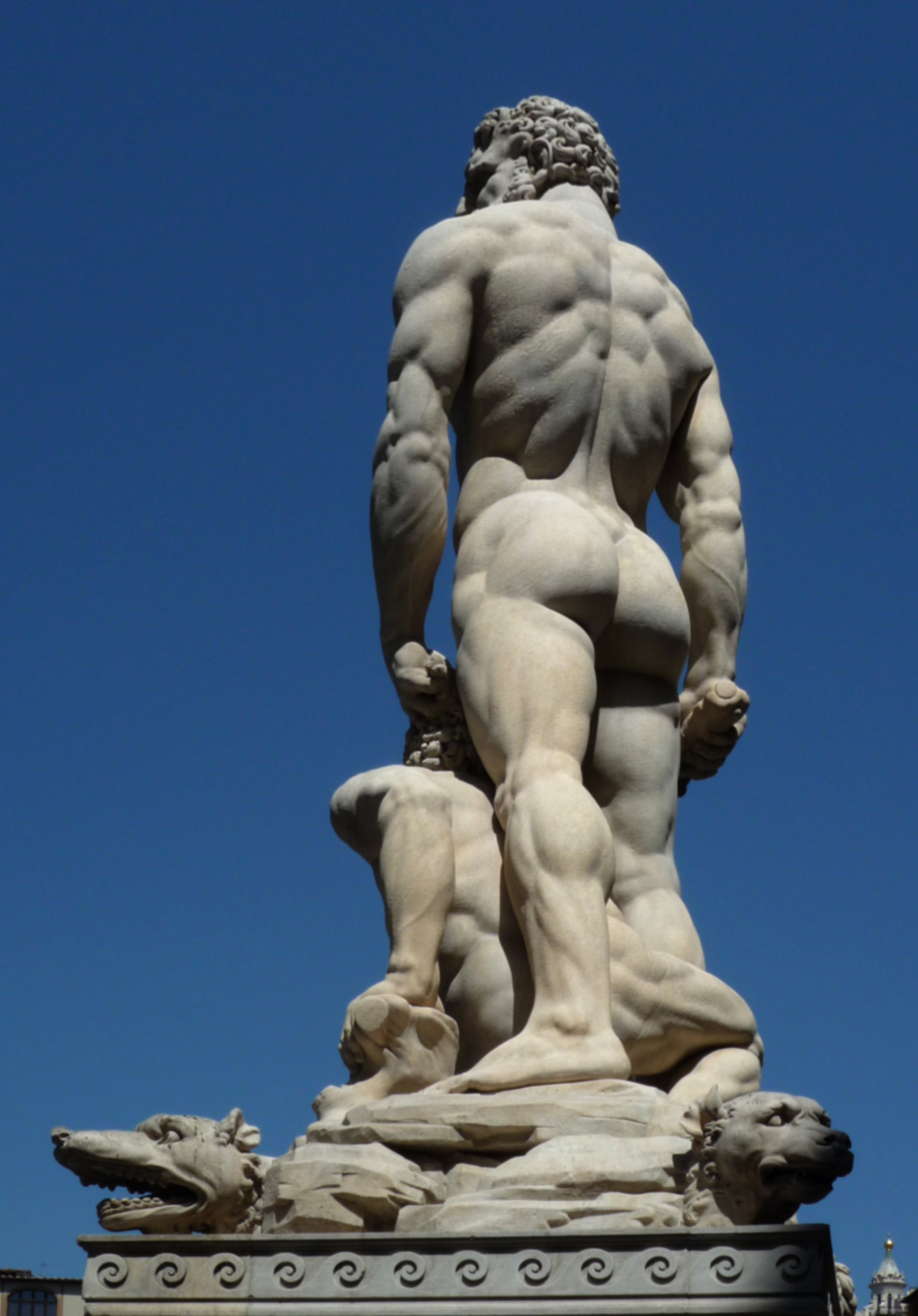
Ercole e Caco di Baccio Bandinelli
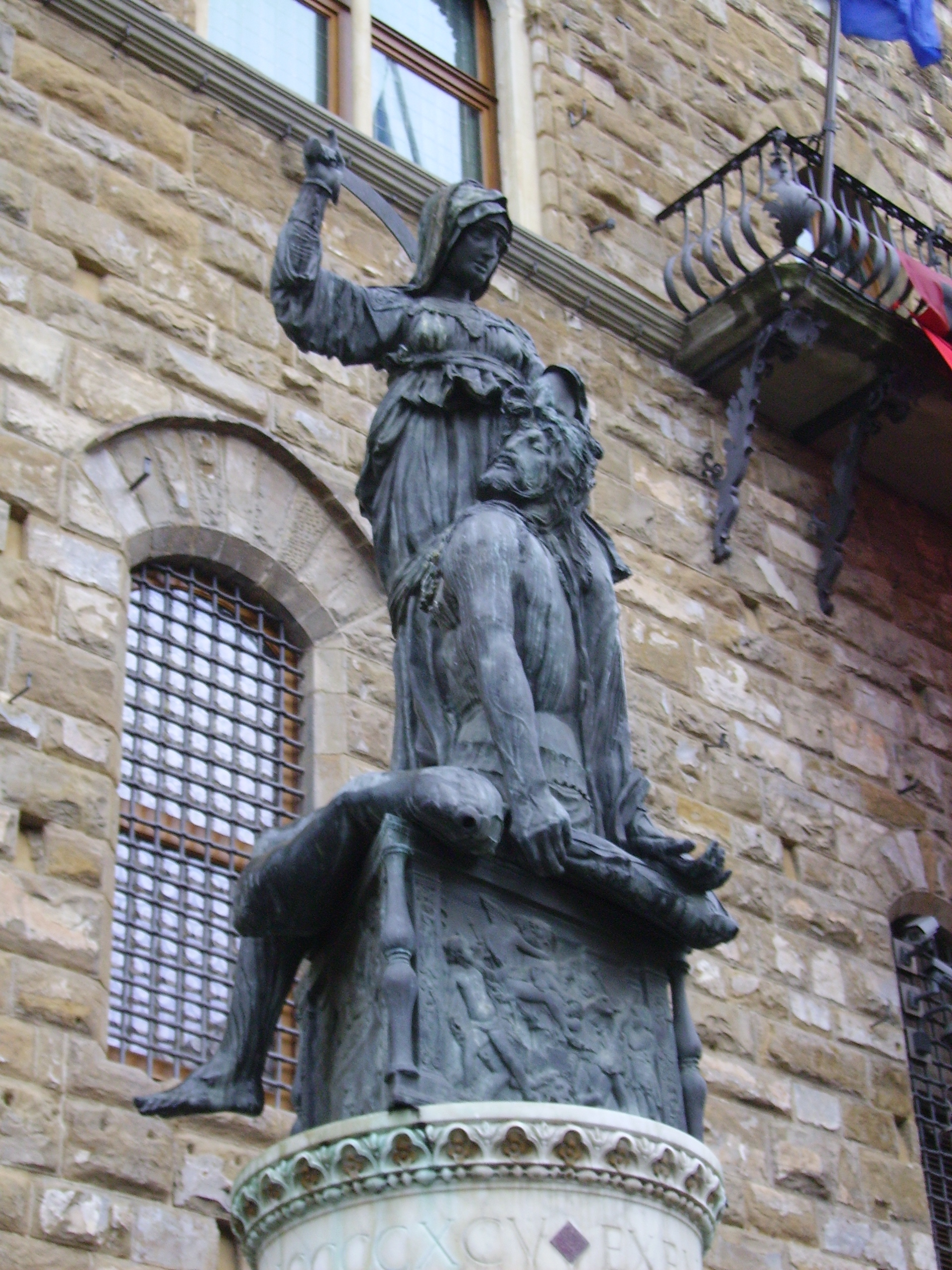
Replica della Giuditta e Oloferne di Donatello

## Le feste

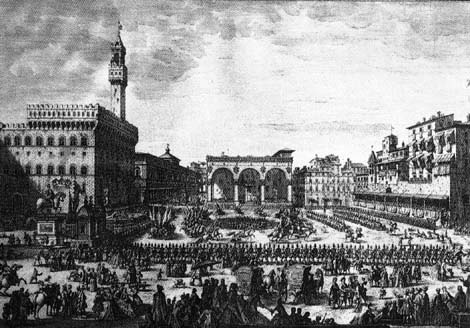
La festa degli Omaggi in Piazza della Signoria, stampa settecentesca di Giuseppe Zocchi.

Piazza della Signoria, in quanto centro della vita politica della città, è uno degli spazi urbani privilegiati per lo svolgimento di feste, cerimonie e giochi, di carattere sia profano sia religioso.
Ad esempio per la Festa di san Giovanni, il 24 giugno, patrono della città, prima della cerimonia religiosa in Battistero, in piazza si celebrava la Festa degli Omaggi. I popoli conquistati da Firenze sfilavano davanti ai Priori delle Arti in epoca Repubblicana, poi davanti al Granduca, e offrivano i loro doni: cere, stoffe preziose e altro. La sera poi la piazza diveniva il teatro dei fuochi di San Giovanni, che rappresentano ancora oggi l'aspetto più spettacolare e profano della festa dedicata al patrono. Nel Medioevo tutta la città, e in particolare la piazza, veniva illuminata da innumerevoli fuochi; a partire dal XIV secolo, con la diffusione della polvere pirica, l'evento si arricchisce di esplosioni colorate, come testimonia un affresco dello Stradano in Palazzo Vecchio. Nella costruzione della girandola pirotecnica venivano impiegati artisti e ingegneri, tra i quali si distinse il Tribolo, scultore ed architetto attivo per i Medici.
La grande piazza era quella preferita per lo svolgimento della Giostra del Saracino, un gioco che ha origine nel Medioevo, al tempo delle crociate, e allude alla lotta tra il bene e il male, tra cristiani ed infedeli. Molto apprezzata tra Cinque e Seicento, la Giostra cade in disuso alla fine del Settecento.
Tutte le più importanti cerimonie legate alla vita della corte medicea, in particolare le nozze dei regnanti o i festeggiamenti in onore di personaggi illustri, avevano luogo in piazza della Signoria. Per l'occasione venivano realizzati apparati effimeri su progetto dei più importanti artisti fiorentini: tra i più celebri quelli per la visita di Leone X nel 1513 e quelli per le nozze di Francesco I de' Medici e Giovanna d'Austria.
Una festa particolare è infine la Fiorita, che si svolge ogni anno il 23 maggio per ricordare il rogo del Savonarola. Dopo la celebrazione della messa nella Cappella dei Priori in Palazzo Vecchio, i frati domenicani, le autorità comunali ed i cittadini scendono nella piazza per spargere petali di fiori sul punto esatto in cui il Savonarola fu impiccato e bruciato. La cerimonia nasce dal fatto che il giorno successivo al rogo il luogo del supplizio fu trovato ricoperto di fiori.

## Altre immagini

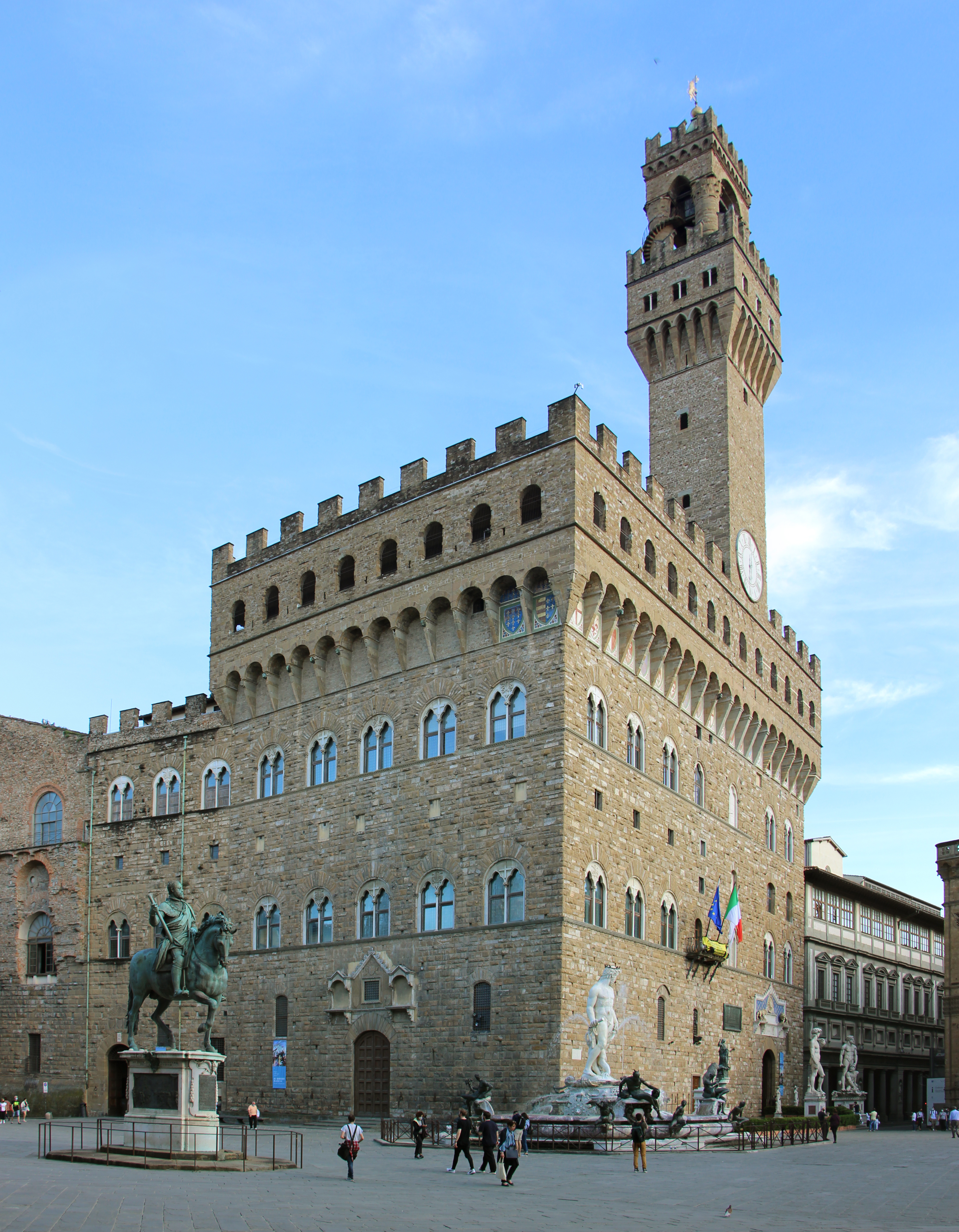
Palazzo Vecchio
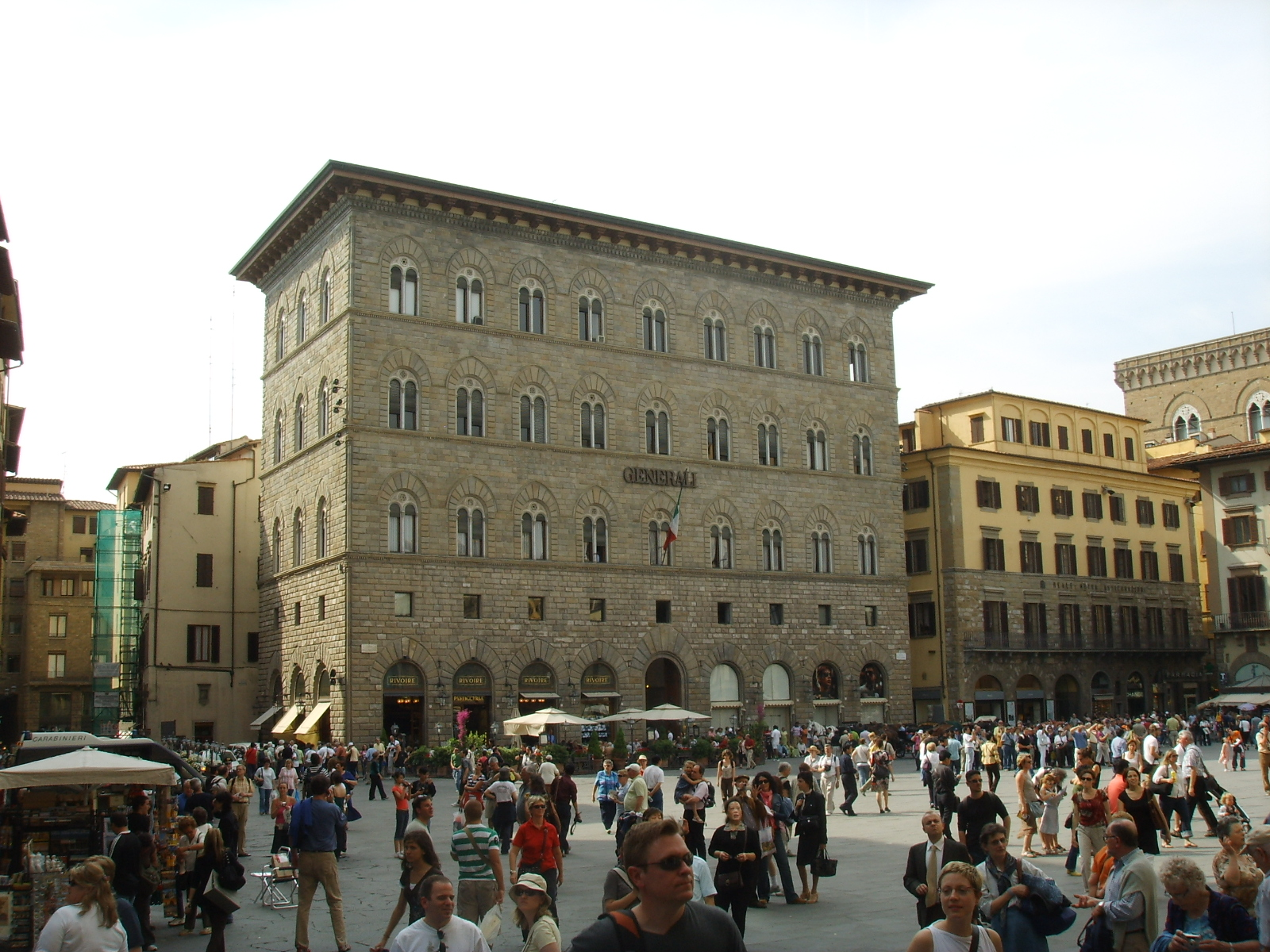
Palazzo delle Assicurazioni Generali
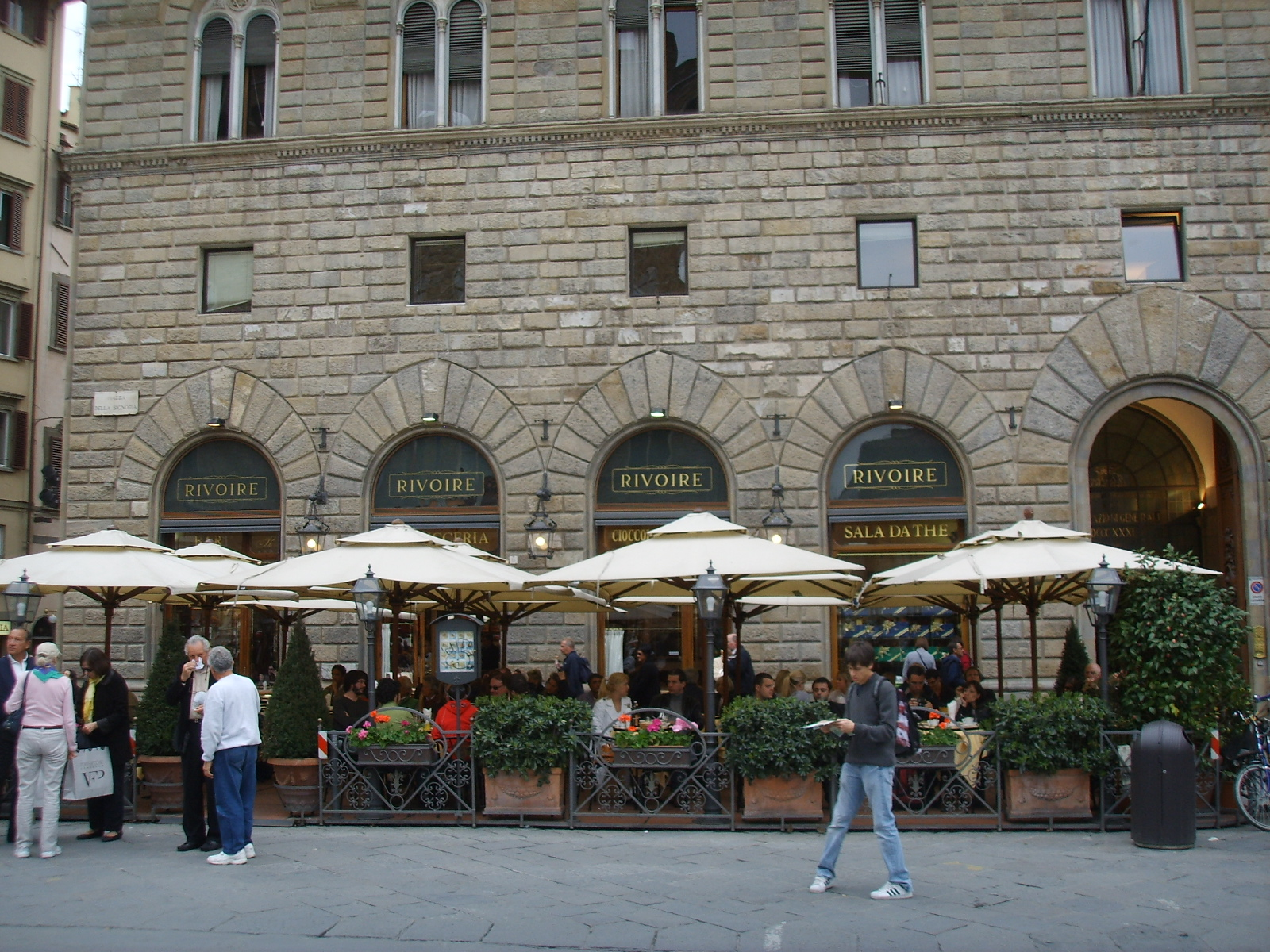
Rivoire
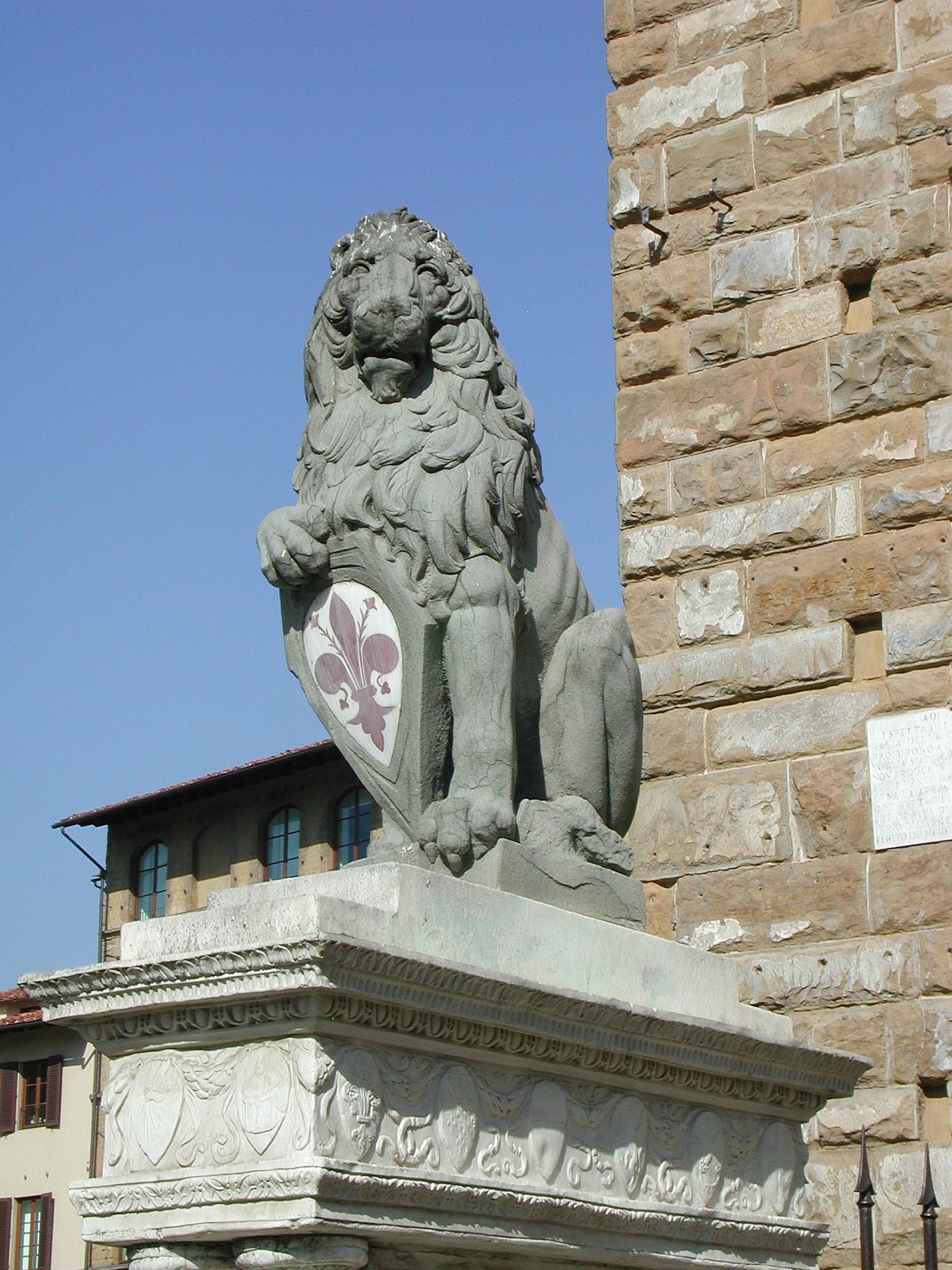
Il Marzocco di Donatello
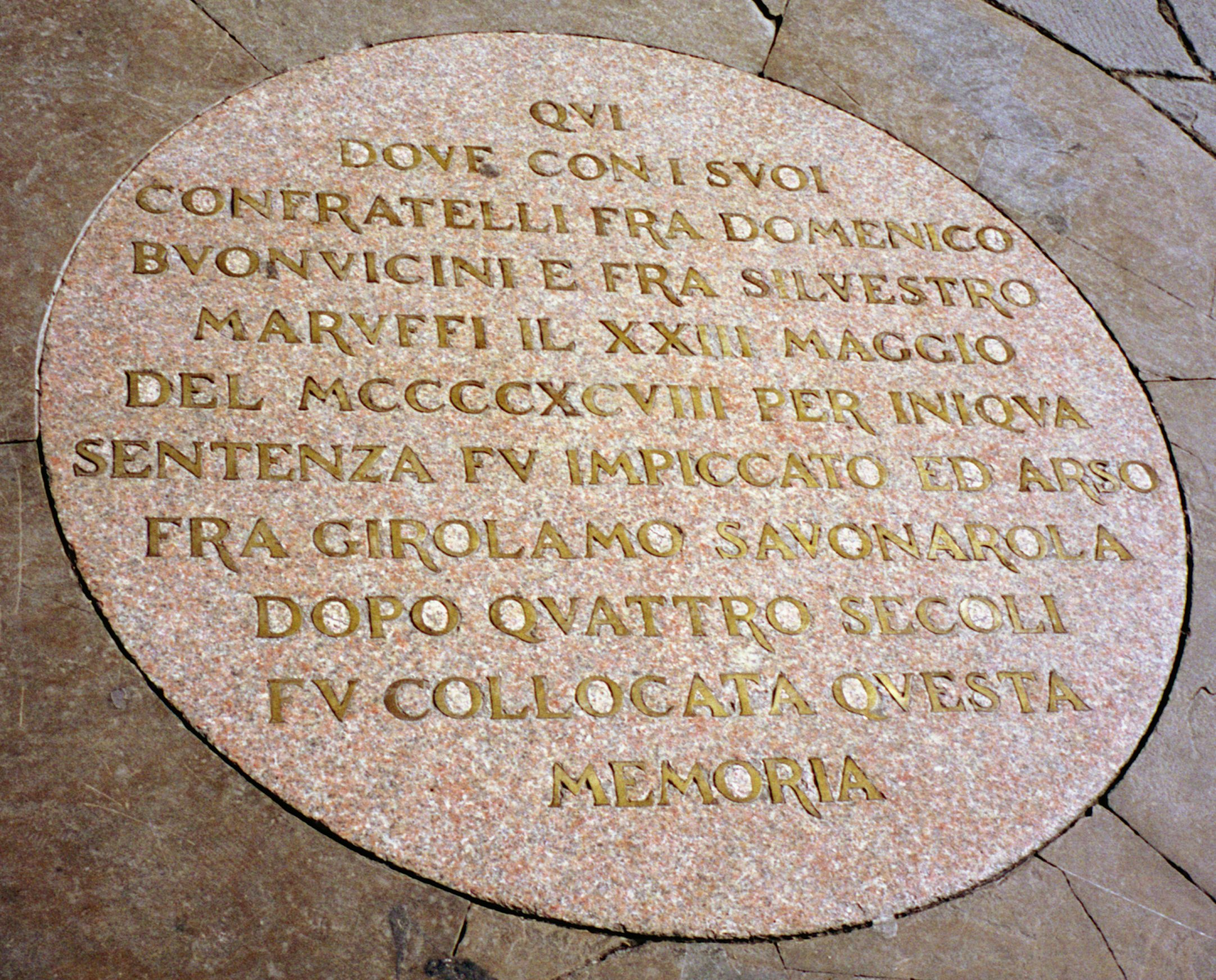
Targa commemorativa dell'esecuzione di Savonarola
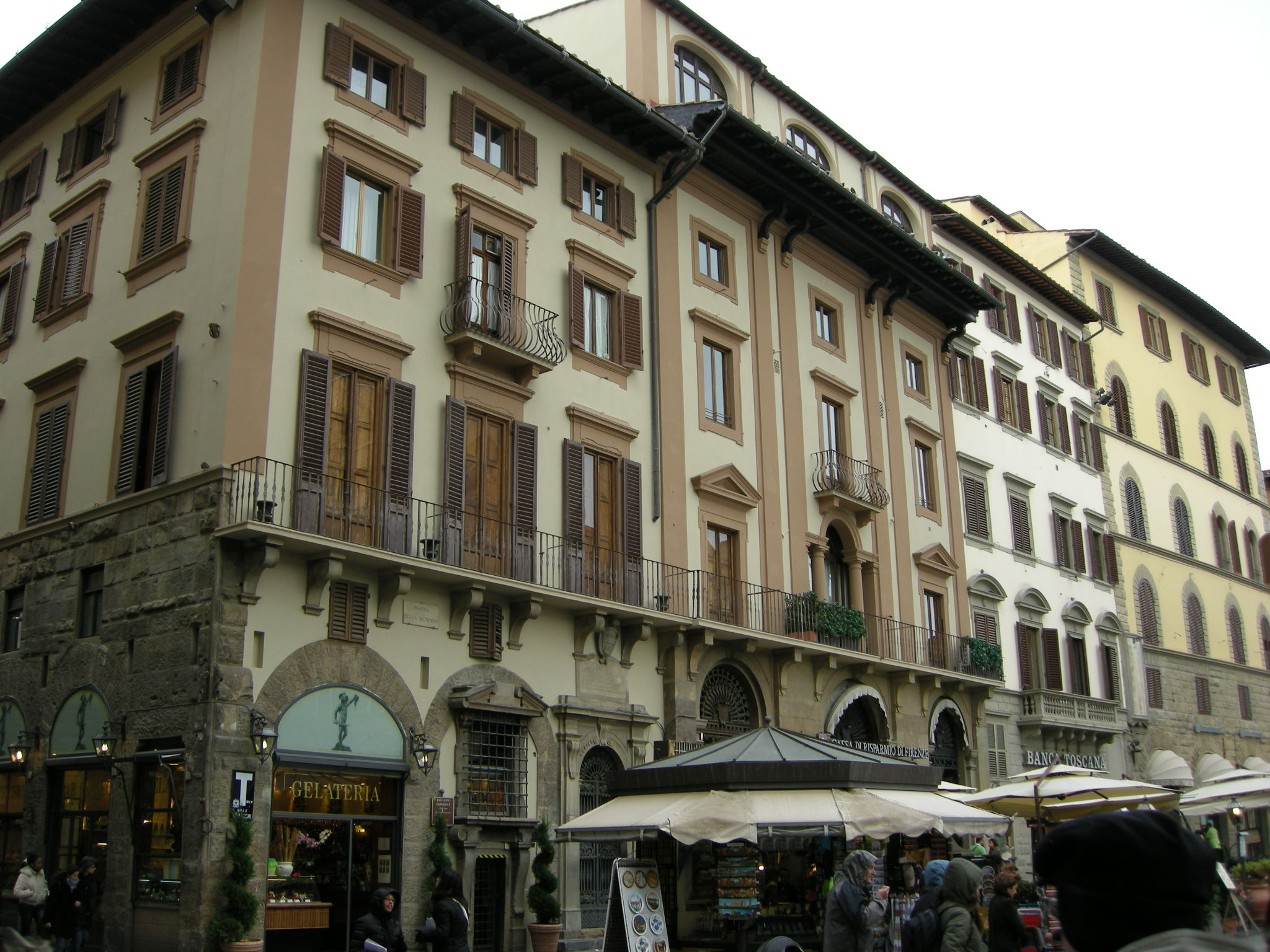
Palazzo Bombicci